# Jean Piot
Jean Piot (ur. 10 maja 1890 w Saint-Quentin, zm. 15 grudnia 1961 w La Sauvetat) – francuski szermierz, dwukrotny mistrz olimpijski oraz mistrz świata.
Na igrzyskach olimpijskich w Amsterdamie w 1928 roku razem z kolegami z reprezentacji był piąty w szabli drużynowej. Na rozgrywanych cztery lata później igrzyskach olimpijskich w Los Angeles zdobył dwa medale. Najpierw Edward Gardère, René Lemoine, René Bondoux, René Bougnol, Philippe Cattiau i Jean Piot zwyciężyli we florecie drużynowym. Następnie Francuzi w składzie: Fernand Jourdant, Bernard Schmetz, Georges Tainturier, Georges Buchard, Jean Piot i Philippe Cattiau zdobyli złoty medal w szpadzie drużynowej. Wystartował także w szabli indywidualnej, w której odpadł w półfinałach. Brał też udział w igrzyskach olimpijskich w Berlinie w 1936 roku, gdzie w szabli indywidualnej odpadł w pierwszej rundzie, a drużynowo był piąty.
Podczas mistrzostw świata w Warszawie w 1934 roku (oficjalnie imprezy tego cyklu rozgrywane są pod tą nazwą od 1937) był w składzie reprezentacji Francji, która zdobyła złoty medal w szpadzie drużynowej.
Po zakończeniu kariery został trenerem.
Jego bratanek, Maurice, także został szermierzem.